# Pseudoscilla saotomensis
Pseudoscilla saotomensis is een slakkensoort uit de familie van de Pyramidellidae. De wetenschappelijke naam van de soort is voor het eerst geldig gepubliceerd in 1999 door Penas & Rolan.